# Микола Млечко
Микола Млечко (пол. Mikołaj Mleczko; помер бл. 1645 року) — литовський шляхтич, протягом життя займав різні посади у Великому князівстві Литовському. Зять Галшки Гулевичівни.

## Життєпис
Микола Млечко походив з шляхетної родини Млечків герба Долива. У 1611 році став оршанським хорунжим, протягом 1625—1628 років перебував на посаді віленського підвоєводи, у 1627 році обирався оршанським підкоморієм. Через чотири роки обирався послом на сейм, а у 1638 році — маршалком Головного трибуналу Великого князівства Литовського.
У 1615 році одружився з Катериною Потій, дочкою Криштофа Потія та Галшки Гулевичівни.